# Ruy González
Pour les articles homonymes, voir González.
Ruy González, né à Villanueva del Fresno (Badajoz) en 1488, et mort à México (Mexique) en 1558, est un conquistador espagnol qui participa à la conquête du Mexique menée par Hernán Cortés. 

## Biographie
Ruy González rejoint l’expédition dirigée par Pánfilo de Narváez contre Hernán Cortés en 1520. Il rallie finalement l’armée de Cortés et participe à tous les épisodes de la conquête de l’Empire aztèque. Par la suite, il prend part aux conquêtes des provinces de Jalisco sous les ordres de Nuño de Guzmán, et Michoacán sous les ordres de Cristóbal de Olid. Par ailleurs, il reçoit les encomiendas de  Tlazcozautitlán et de Teutlaco ainsi que des armoiries pour 10 années de services auprès de la couronne castillane. 
Il s’installe finalement dans la ville de México, capitale de la Nouvelle-Espagne, où il exerce les fonctions d’Alcalde ordinario (conseiller municipal) et de Regidor (magistrat) jusqu’à sa mort.

## Lettre à Charles Quint
Ruy González est notamment célèbre pour avoir rédigé en 1553 une lettre à l'Empereur Charles Quint dans laquelle il condamne fortement les propos du prêtre Bartolomé de las Casas à propos des conquistadors. Dans cette lettre, qui a connu un succès important chez les historiens, González défend la cause des conquistadors espagnols en avançant de nombreux arguments justifiant leur rôle ainsi que la conquête du Mexique.